# Alfonso Asenjo Gómez
Alfonso Asenjo Gómez (Valparaíso, 17 de junio de 1906 - Santiago, 29 de mayo de 1980), fue un médico chileno que impulsó el progreso de la neurocirugía en Chile.

## Biografía
Alfonso Asenjo estudió en el Instituto Nacional General José Miguel Carrera de Santiago. Ingresó a la Escuela de Medicina de la Universidad de Chile, donde obtuvo el título de médico cirujano en 1928 a la edad de 22 años. Después de graduarse trabajó como médico general.
Su espíritu aventurero lo llevó a Estados Unidos, conociendo en la Universidad Johns Hopkins a Walter Dandy (neurocirujano y científico norteamericano, (1886- 1946)), quien lo motiva a especializarse en neurocirugía. Viajó a Alemania, becado por la Fundación Alexander Von Humboldt, donde se especializa en la Clínica Universitaria de Neurocirugía de Berlín. Durante su pasantía en el extranjero, solicita a Salvador Allende, Ministro de Salubridad en el Gobierno de Pedro Aguirre Cerda, crear un Instituto de Neurocirugía y Neuropatología, a consecuencia de lo cual, nació el Servicio de Neurocirugía en el Hospital del Salvador de Santiago, el 20 de octubre de 1939.
El 19 de mayo de 1950 el Ministerio de Educación Pública a través de un Decreto Supremo, crea el Instituto de Neurocirugía e Investigaciones Cerebrales de Chile, desligándose del Hospital del Salvador, dando mayor independencia y enfoque al área de neurocirugía. El sábado 25 de abril de 1953 se inauguró el edificio actual del Instituto de Neurocirugía e Investigaciones Cerebrales con 120 camas, culminando así, en parte, el sueño de Asenjo. Dicho instituto luego pasa a llamarse Instituto de Neurocirugía Dr. Alfonso Asenjo. En él se trataron personas con diferentes patologías, siendo una de las primeras atendidas, la hipertensión intracraneal. No tan sólo tuvo un impacto en Chile, sino que también en Sudamérica, ya que la primera neurocirujana en América Latina, la mexicana María Cristina García-Sancho de Pichet se especializó en dicho instituto.
El doctor Asenjo fue el primer presidente de la Sociedad de Neurocirugía de Chile, establecida el 14 de abril de 1957 y también fundó la Revista de Neurocirugía, la primera en Chile. Además creó los congresos sudamericanos de neurocirugía.
En 1959 sufrió un infarto de gran impacto, privándolo de sus acciones médicas temporalmente. Fue galardonado con el Premio Nacional de Ciencias en 1973. En 1973 es expulsado del Instituto, se exilia en Panamá y regresa al país en el año 1978.
Autor de más de 200 publicaciones, entre ellas: Neurocirugía, Afecciones vasculares-Quirúrgica del encéfalo, Técnicas quirúrgicas (en colaboración), etc.